# ماه تو (نغار بردسير)
ماه تو (بالفارسية: ماه تو) هي قرية تقع في إيران في البلدة المركزية. يقدر عدد سكانها بـ 100 نسمة بحسب إحصاء 2016.